# 飛魚座η
飛魚座η，又名CP-72 694，HD 71576、SAO 256505、HR 3334，是飛魚座的一颗恒星，视星等为5.29，位于銀經286.66，銀緯-19.82，其B1900.0坐标为赤經8h 22m 58.5s，赤緯-73° -19.82′ 35″。